# Kouign
Pour l’article homonyme, voir Kouign (crêpe).
Ne doit pas être confondu avec Kouign-amann.
Le kouign (mot breton signifiant « gâteau » ou « brioche » ; parfois traduit par cuigne) est une sorte de brioche à base de pâte à pain, agrémentée de raisins secs, spécialité régionale dans le sud du Finistère. 
À l'origine, les kouigns étaient préparés spécialement pour la période du Carême, selon l'appellation locale kouign ened (« cuigne de Carême » ou « kouign des Gras »),.